# 美国联邦退休储蓄投资委员会
联邦退休储蓄投资委员会（英語：Federal Retirement Thrift Investment Board，縮寫：FRTIB）是美国联邦政府的独立机构，负责管理节俭储蓄计划（TSP）。其总部位于美国华盛顿特区，现任主席为迈克尔·肯尼迪（Michael Kennedy）。
2019年，联邦退休储蓄投资委员会因2017年的一项决议而在美国国内备受批评。 该决议决定投资未经审核的中国公司指数。
FRTIB負責管理TSP，管理包括議員、白宮官員和軍人在內的約690萬聯邦員工近6,000億美元的退休儲蓄。 與許多退休基金一樣，TSP為參與者提供了投資指數基金的選擇。該機構在2023年11月14日的聲明中表示，將調整旗下管理的680億美元的國際基金（I Fund）基準指數。聲明指出，FRTIB的國際基金目前參照明晟（MSCI）歐洲大洋洲遠東指數，在2024年新的基準指數中，委員會選擇將轉向除美國、中國和香港以外的MSCI所有國家世界可投資市場指數。